# Panty Raid
Panty Raid – ósmy album studyjny amerykańskiego poppunkowego zespołu Zebrahead. Album zawiera covery piosenek gwiazd muzyki pop, takich jak Avril Lavigne, Christina Aguilera i Gwen Stefani.
Pierwszy singiel z albumu to cover piosenki Avril Lavigne – "Girlfriend". Wydany 20 września 2009 wraz z filmem parodiującym teledysk Avril Lavigne.

## Lista utworów
1. Survivor (Destiny’s Child) – 3:25
2. Girls Just Want to Have Fun (Cyndi Lauper) – 2:05
3. Underneath It All (No Doubt) – 3:13
4. Trouble (Shampoo) – 2:28
5. London Bridge (Fergie) – 2:25
6. Beautiful (Christina Aguilera) – 3:04
7. Girlfriend (Avril Lavigne) – 3:05
8. Sweet Escape (Gwen Stefani) – 2:52
9. (Introduction) – 0:15
10. Jenny from the Block (Jennifer Lopez) – 2:39
11. Rehab (Amy Winehouse) – 3:08
12. Spice Up Your Life (Spice Girls) – 2:26
13. (Introduction) – 0:11
14. Oops!... I Did It Again (Britney Spears) – 2:10
15. Get the Party Started (Pink) – 2:24
16. Mickey (Toni Basil) – 2:45
17. All I Want for Christmas Is You (Mariah Carey) (tylko w Japonii) – 2:55
18. Who Let The Dogs Out? (Baha Men) (utwór ukryty) – 0:40

## Twórcy
- Matty Lewis – gitara rytmiczna, śpiew
- Ali Tabatabaee – śpiew
- Greg Bergdorf – gitara prowadząca
- Ben Osmundson – gitara basowa
- Ed Udhus – perkusja
- Jason Freese – keyboard, pianino

## Pozycje na listach przebojów
| Lista  | Najwyższa pozycja |
| ------ | ----------------- |
| Oricon | 8                 |